# 利珀县
利珀县（Kreis Lippe）是德国北莱茵-威斯特法伦州东北部的一个县，隶属于代特莫尔德行政区，首府代特莫尔德。

## 地理
利珀县北面与黑尔福德县和明登-吕贝克县，东面与下萨克森州的绍姆堡县、哈默尔恩-皮尔蒙特县和霍尔茨明登县，南面与赫克斯特县和帕德博恩县，西面与居特斯洛县和比勒费尔德市相邻。